# 雷蒙·格诺
雷蒙·格诺（法語：Raymond Queneau，法語發音：[ʁɛmɔ̃ kəno]；（1903年2月21日—1976年10月25日）），法国诗人小说家，乌利波的创始人之一，他也是是讓法国当代著名作家帕特里克·莫迪亚诺走上文学道路的领路人。

## 生平
1903年出生在滨海塞纳省的勒阿弗尔市，為奥古斯特·格诺（（法文）Auguste Queneau）和约瑟菲娜·米尼奥（（法文）Joséphine Mignot）的唯一的孩子。1919年，他获得第一个业士文凭（拉丁文和希腊文专业），1920年再获得第二个学士学位（哲学专业）。然后，於1921年到1923年年間，他在巴黎大学（当时也叫索邦大学）同时学习文学和数学（他曾是帕特里克·莫迪亚诺中学时代的几何老师），毕业时同时获得哲学和心理学证书。
1925年到1926年他在佐阿夫兵团服役，从驻扎阿尔及利亚和摩洛哥。1939年当德国闪击波兰后，他又被征兵入伍，但只在部队呆了一年，1940年部队就让他复员了。二战余下的日子里，他们全家和画家埃利·拉斯科（（法文）Élie Lascaux，1888－1969）一起生活在圣莱奥纳尔-德诺布拉。

## 婚姻和家庭
1928年他和雅妮娜·卡恩（Janine Kahn）结婚。1934年他们的儿子让·马里（Jean-Marie）出生。他们的婚姻一直持续到1972年。在那一年雅妮娜·卡恩去世。

## 职业生涯
雷蒙·格诺一生里大部分时间为伽利玛出版社工作。从1938年开始，他在那里做审稿人。后来，他被提拔为秘书长。最后，他在1956年成为七星文库负责人。在这期间，有时他也在讷伊新学校（École Nouvelle de Neuilly）教书。1950年他进入了著名的超形上学院（Collège de 'Pataphysique），并被该校聘为院长。
这段时间雷蒙·格诺同时也做翻译，值得提出的是1953年他把当代非洲文学的重要作品即尼日尔作家阿摩斯·图欧拉用英文写的小说《棕榈酒鬼》翻译成法文。另外，他还编辑出版了亚历山大·卡杰夫的关于格奥尔格·威廉·弗里德里希·黑格尔的讲座稿《精神的现象学》。在20世纪30年代雷蒙·格诺曾经是亚历山大·卡杰夫的学生，同一时期，他和作家乔治·巴塔耶的关系也很密切。
作为一位作家，雷蒙·格诺在法国引起广泛注意是因为他在1959年发表了小说《莎西在地铁》。1960年该小说被改编成由路易·马勒执导电影，在法国新浪潮运动中上市。莎西探索对立于“标准”书面法语的口语化法语，也许在这两者间法语比其他的语言区别更明显。该书开头是一个特长的单词，它实际有法文句子发音构成，意思是「他们怎么弄得这么臭？」。法国著名的女表演艺术家兼流行歌手朱丽叶·格雷科曾依據此，演唱雷蒙·格诺创作的歌曲《如果你想一想》
雷蒙·格诺在1960年创立乌丽波之前，对数学十分执迷，并把数学当成其创作灵感的源泉。1948年，雷蒙·格诺成为法国数学学会会员。在雷蒙·格诺的心里，文章的元素，包括看来琐碎的一些细微末节。
雷蒙·格诺一部后期的著作《后大卫·希尔伯特时代的文学的基础》从著名德国数学家大卫·希尔伯特谈起，试图用从文本公理的准数学的推导探索文学。雷蒙·格诺声称他的这部最后的著作会证明“机器人写作中隐藏的主宰者。”在他的对话者，GF的追问下，雷蒙·格诺吐露说，“文本可能永远不会出现，但是为了隐藏起来，以彰显不存在人的操纵。”讨论这一主题的研讨会将在佛罗里达州举行。
雷蒙·格诺最有影响的著作之一是《风格的练习》，这本书讲了一个简单的故事，即一个人在一天里两次见到同一个陌生人。该书通过以99种不同的方式，讲述同一故事题材。以证明在讲故事时可有非常多种不同的风格。根据这本书的概念，美国著名的笑话书作家改编成一本插图的故事集，叫《用99种方式讲同一个故事：风格的练习》。
雷蒙·格诺于1976年10月15日在巴黎去世。他的遗体埋葬在法国埃松省的一座古老的公墓里，和他父母埋在了一起。

## 雷蒙·格诺和超现实主义者
1924年，雷蒙·格诺开始与超现实主义者接触，并短暂地参加了他们的阵营。但他从未百分之百地赞同他们的自动化写作的方法，和他们极左的政治主张。像许多超现实主义的作家一样，他也使用心理分析，然而，他不是为了用此去激发他的创作力。像米歇尔·莱里斯（Michel Leiris）、喬治·巴代伊和勒内·克勒韦尔（René Crevel）一样，是由于个人的原因。
米歇尔·雷希斯在他写的（竞争）中描述了1942年他第一次见到雷蒙·格诺时的情景：那是一次在法国小镇讷穆尔和安德烈·马松、阿芒·萨拉克鲁和胡安·格里斯一起度假。
一位我们共同的朋友罗兰·蒂阿尔（Roland Tual）在从勒阿弗尔开到讷穆尔的火车上碰到了雷蒙·格诺，就把他带过来了。雷蒙·格诺比我们只年轻几岁，但是，人们感觉他还不够渊博。他没給这些不拘小节的年轻艺术家们留下特别的印象。大约在1926-7年，雷蒙·格诺从部队回来，他和米歇尔·雷希斯在巴黎歌剧院附近的塞尔塔咖啡馆（Café Certa）再次会面。塞赫塔咖啡馆（Café Certa）是超现实主义者们常去的地方。这次会面，当话题接触到探索东方哲学的时候，雷蒙·格诺的评论不激不燥，但明显具有优势，給人们留下博学、多思的印象。后来，在为乔治·巴塔耶编辑的超现实主义刊物《文献》（Documents'）写稿那段时间里，他们成为了朋友。
1926年，雷蒙·格诺对前苏联对超现实主义者的支持提出了疑问。雷蒙·格诺与安德烈·布勒东保持着真心的友好关系，尽管，当安德烈·布勒东与西蒙娜·卡恩（Simone Kahn）分手以后，雷蒙·格诺也继续还和西蒙娜保持联系。尽管安德烈·布勒东通常要求他的追随者们排斥他的前女朋友们。但雷蒙·格诺却很难回避西蒙娜，因为，西蒙娜是他太太雅妮娜（Janine）的姐姐。在布勒东离开西蒙娜的那年，西蒙娜有时和雷蒙·格诺到法国各地旅行。
到1929年，雷蒙·格诺明显的与安德烈·布勒东和超现实主义者们分离开。1930年，克勒韦尔、艾吕雅（Eluard）、阿拉贡（Aragon）和布勒东加入了法国共产党。而雷蒙·格诺则参与了《一具尸体》（Un Cadavre）－一本激烈地反对布勒东的小册子的编写，参加这本小册子的编写的还有巴塔耶、莱里斯、雅克·普雷维尔、阿莱霍·卡彭铁尔、雅克·巴龙（Jacques Baron）、雅克-安德烈·布瓦法尔（J.-A. Boiffard）、罗贝尔·德斯诺斯（Robert Desnos）、乔治·兰布尔（Georges Limbour）、马克斯·莫里斯（Max Morise）、乔治·里伯蒙-德赛涅（Georges Ribemont-Dessaignes）、和罗歇·维特拉克（Roger Vitrac）。
雷蒙·格诺給鲍里斯·苏瓦林（Boris Souvarine）办的《社会批评》的杂志（'La Critique sociale） (1930–34)写了大量的短评。比如，在其中他写道雷蒙·鲁塞尔（Raymond Roussel）的特点时，他说，“他的想象力是数学家的激情与诗人的推理的结合。”他对科学文章写的评论比对文学文章的多，比如：对巴甫洛夫、对维尔纳茨基（从维尔纳茨基那里他学到了科学的循环理论）的理论的评论。他还为一位炮兵军官写的关于马术家的历史的书写过评论。他还为巴塔耶的文章《黑格尔辩证法的基础的批评》写过有关黑格尔和数学辩证法的有关章节。

## 荣誉
- 1951, 被选入龚古尔学院（ Académie Goncourt）
- 1955–1957, 应邀参加戛纳电影节（ Cannes Film Festival）评审委员会

## 书目

### 小说
- 《麻烦事》（Le Chiendent，也有译作“绊脚草”）(1933)
- 《石头的嘴脸》（Gueule de pierre）(1934)
- 《最后的日子》（Les Derniers jours）(1936)
- 《奥迪勒》（Odile）(1937)
- 《利蒙的孩子》（Les Enfants du Limon）(1938)
- 《严冬》（Un Rude hiver）(1939)
- 《混杂的时间》（Les temps mêlés）(1941)
- 《皮埃罗－我的朋友》（Pierrot mon ami）(1942)
- 《如果你想一想》（Si tu t’imagines）(1942)
- 《远离吕埃尔》（Loin de Rueil）(1944)
- 《妙招》（En passant）(1944)
- 《我们总是对女人们太好了》（On est toujours trop bon avec les femmes）(1947)
- 《聖格兰格兰》（Saint-Glinglin）(1948)
- 《萨利·马拉日记》（Le Journal intime de Sally Mara）(1950)
- 《生命的星期天》（Le Dimanche de la vie）(1952)
- 《扎西在地铁》（Zazie dans le métro）(1959)
- 《蓝花》（Les Fleurs bleues）(1965)
- 《伊卡荷的飞行》（Le Vol d'Icare）(1968)

### 诗歌
- 《橡树与狗》（Chêne et chien）(1937)
- 《眼神之海》（Les Ziaux）(1943)
- 《致命瞬间》（L'Instant fatal）(1946)
- 《小型袖珍本天体演化论》（Petite cosmogonie portative）(1950)
- 《一百万亿诗篇》（Cent Mille Milliards de Poèmes）(1961)
- 《拿着曼陀林的狗》（Le chien à la mandoline）(1965)
- 《赢得竞选》（Battre la campagne）(1967)
- 《家喻户晓》（Courir les rues）(1967)
- 《劈波斩浪》（Fendre les flots）(1969)
- 《起码的道德》（Morale élémentaire）(1975)

### 论文和文章
- 《杠杠、数字与字母》（Bâtons, chiffres et lettres）(1950)
- 《对于一个理想的图书馆》（Pour une bibliothèque idéale）(1956)
- 《乔治·沙博尼耶访谈录》（Entretiens avec Georges Charbonnier）(1962)
- 《边界》（Bords）(1963)
- 《模范故事》（Une Histoire modèle）(1966)
- 《希腊旅游》（Le Voyage en Grèce）(1973)
- 《民主道德论》（Traité des vertus démocratiques）(1955)

### 其他著作
- 《一具尸体》（Un Cadavre）(1930)与雅克·巴龙、乔治·巴塔耶、雅克-安德烈·布瓦法尔、罗伯特·德斯诺斯、米歇尔·莱里斯、乔治·兰布尔、马克斯·莫里斯、雅克·普雷维尔、乔治·里伯蒙-德赛涅、和罗歇·维特拉克共同编写。

- 《风格的练习》（Exercices de style）(1947)
- 《后大卫·希尔伯特时代的文学基础》（Les fondements de la littérature d'après David Hilbert）(1976)
- 《故事和意图？》（Contes et propos）(1981)
- 《1939-1940年日记》（Journal 1939–1940）(1986)
- 《 1914-1965年日记》（Journaux 1914–1965）(1996)
- 《死在这个花园里》（La Mort en Ce Jardin'）（1956）和Luis Buñuel共同创作, 一个墨西哥生产的电影的剧本

## 其他艺术
- 《莎西在地铁上》（Zazie dans le métro） (1960),改编成电影发行
- 皮埃尔-巴斯蒂恩 （页面存档备份，存于） 制成一种 CD盘，取了个双语双关语（bilingual pun）的名字叫《鸡蛋、空气、姐妹、钢》（Eggs Air Sister Steel）（这几个英文词放在一起的发音与《风格的练习》（Exercices de Style）的英文发音相似。

- 瑞士图像平面设计师马库斯·克拉夫特为《风格的练习》德文版设计了一种方便阐述其内容的特别排版方式的印刷。 (2006).[1]